# District de Runzhou
Le district de Runzhou (润州区 ; pinyin : Rùnzhōu Qū) est une subdivision administrative de la province du Jiangsu en Chine. Il est placé sous la juridiction de la ville-préfecture de Zhenjiang.